# Aaltohuset, Avesta
Aaltohuset, tidigare Sundh Center efter byggmästaren Ernst Sundh, är en affärs- och bostadsbyggnad i Avesta, som ritades av Alvar Aalto. Aaltohuset är en av två bevarade byggnader i Sverige som ritats av Alvar Aalto. Den andra är Västmanlands-Dala nationshus i Uppsala.

## Bildgalleri

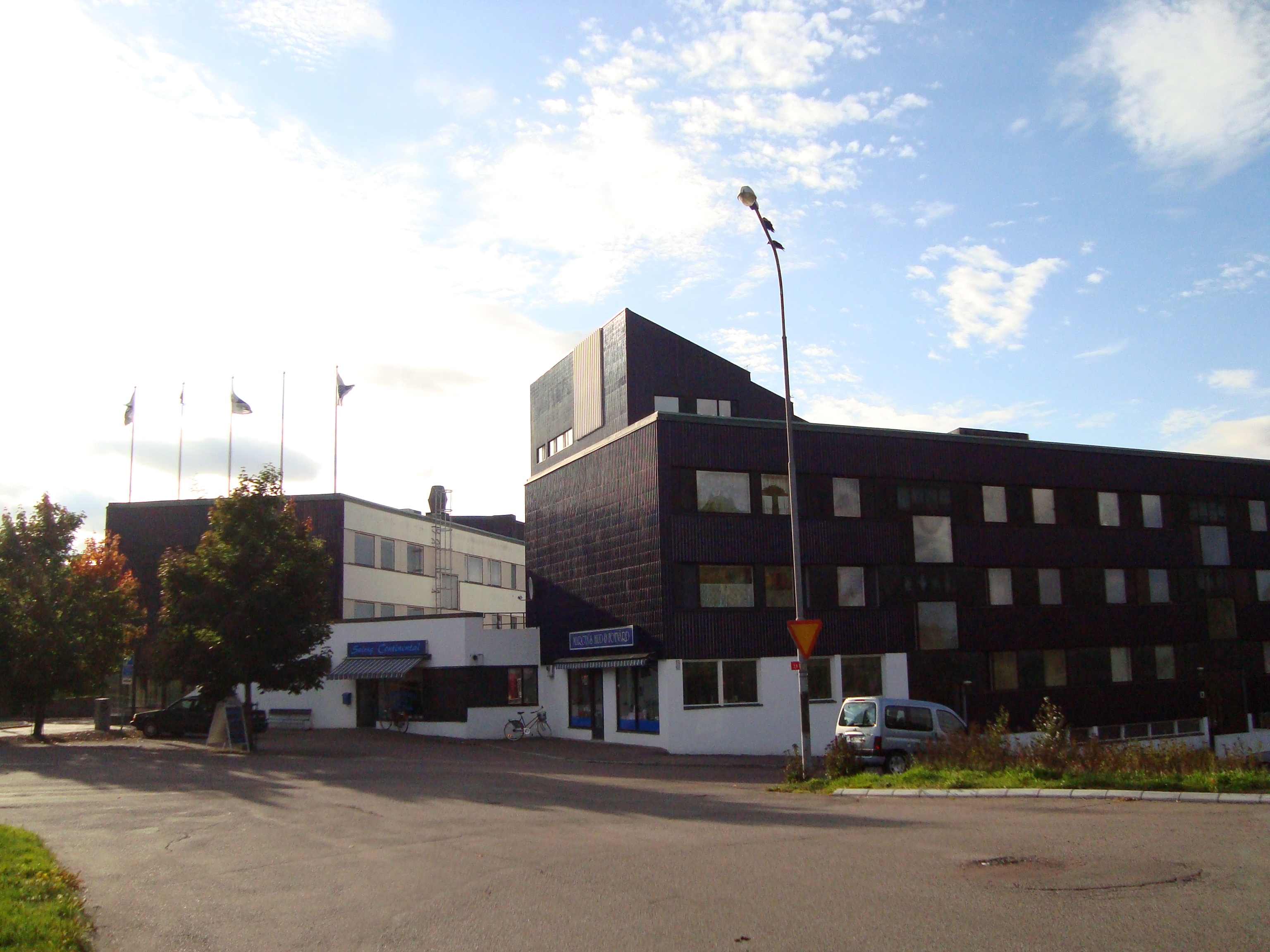
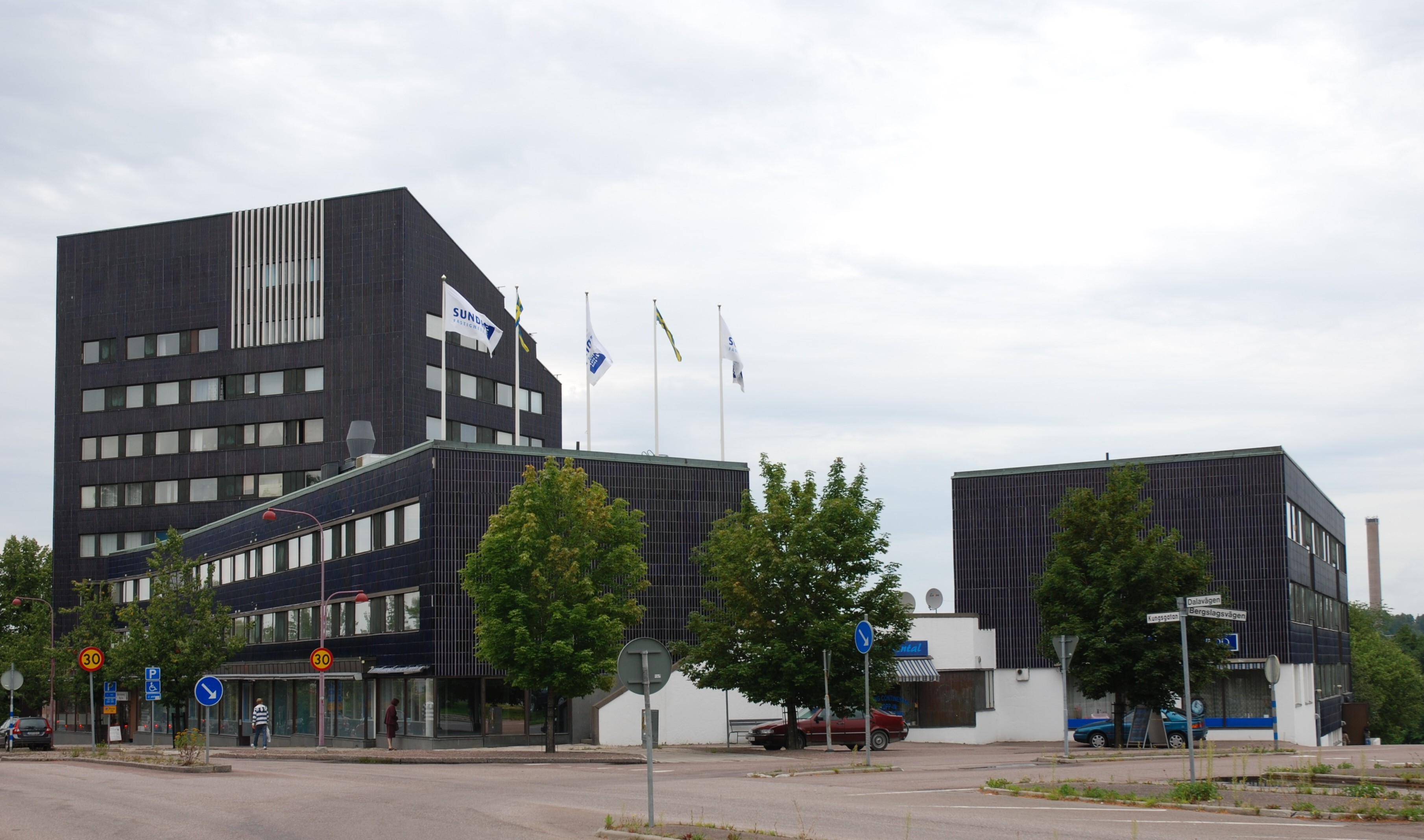